# 出世稲荷神社 (飯能市)

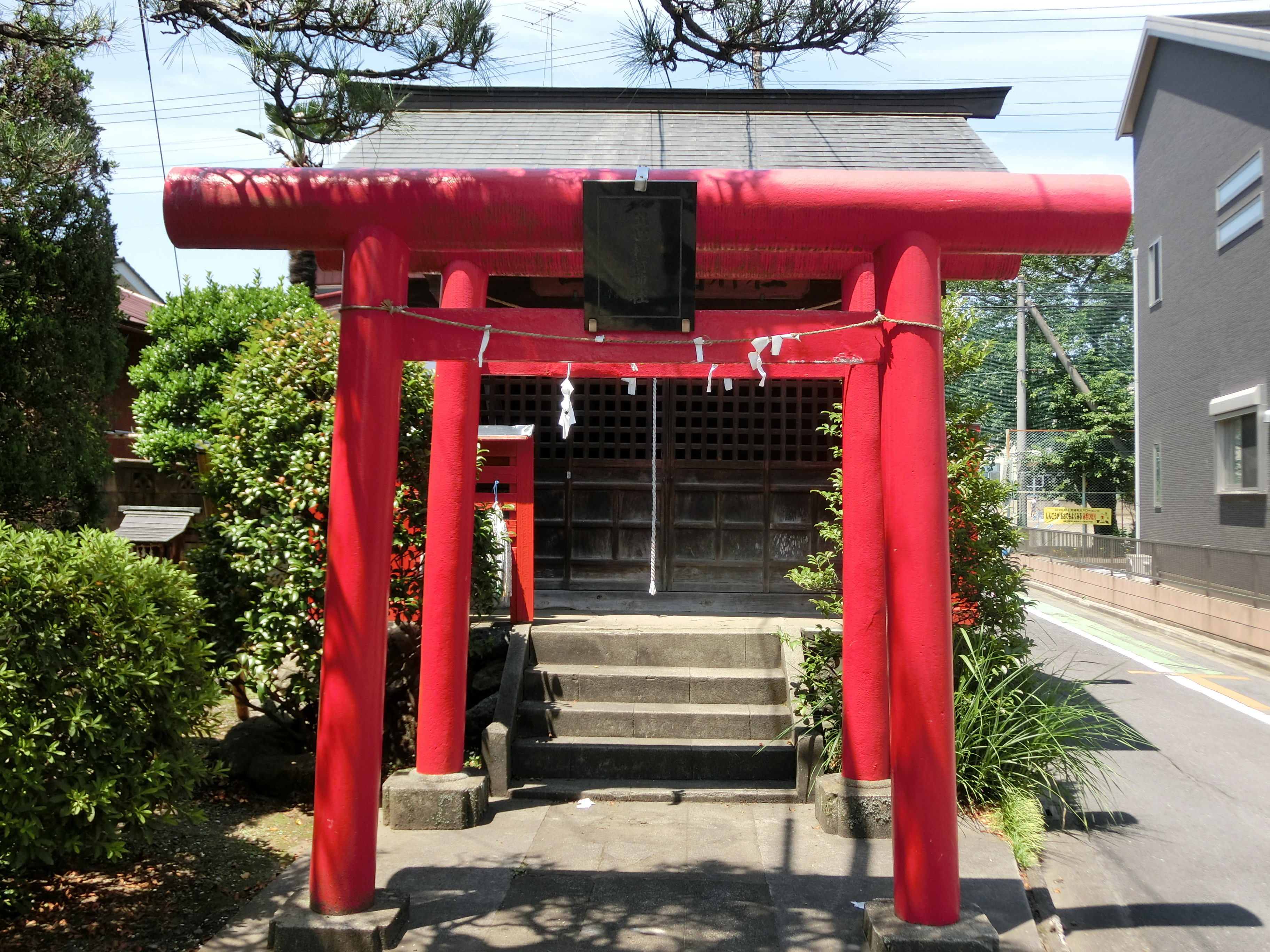
出世稲荷神社

出世稲荷神社（しゅっせいなりじんじゃ）は、埼玉県飯能市にある神社。宗教法人ではない。

## 概要
- 所在地：埼玉県飯能市山手町10番地

## 沿革
創建年は不明、1984年に再建。平安時代末期には武士の判乃氏の館があった。

## 周辺
- 飯能市立飯能第一小学校

座標: 北緯35度51分27.3秒 東経139度18分51.1秒 / 北緯35.857583度 東経139.314194度